# Лесные пожары в Якутии (2021)
Лесные пожары в Якутии — серия масштабных лесных пожаров в мае — августе 2021 года. Считается, что они были крупнейшими лесными пожарами в мире за 2021 год.
Дым от пожаров дошёл до Урала, Хакасии, Ямала, Забайкальского края, Иркутской области, Югры, Сахалина и других субъектов Российской Федерации, а также до северо-востока Казахстана и Аляски. Работа множества аэропортов России, паромных переправ Якутии была заторможена или парализована. Во многих населённых пунктах Якутии наблюдается сильное загрязнение воздуха продуктами горения (12 августа загрязнение воздуха в Якутске в 247 раз превысило рекомендуемые параметры ВОЗ).
По оценкам GreenPeace, общая площадь лесных пожаров в Якутии с начала нынешнего года составила 3,5 млн гектаров. С начала века большую площадь за период с 1 января по 20 июля огонь проходил только в прошлом году (3,9 млн гектаров), однако экологи не исключают, что в этом году в республике в итоге могут оказаться уничтоженными рекордные объёмы леса.
Власти Якутии ведут работу по разработке Комплексного плана по тушению лесных пожаров, в рамках которого предусмотрены мероприятия, которые «помогут сократить площадь лесных пожаров в 2022 году»

## Причины
Главными непосредственными причинами пожара, по информации представленной оперативным штабом, являются: изменение климата, рекордная жара и засуха, сухие грозы с частым ударом молний, человеческий фактор (непреднамеренные и преднамеренные поджоги).
По оценке Гринписа по вине человека в Якутии произошло около 90 % лесных пожаров. Ещё одной причиной является малое финансирование охраны лесов в Якутии (6 рублей на гектар, в Центральной России 180—200 рублей на гектар).

## Хронология
9—10 мая было обнаружено возгорание на участке местности в междуречье Иморга и Томпо, расположенном в 11 километрах от села Кескил. Причиной возникновения лесного пожара явилось несанкционированное выжигание сухой травы на сельскохозяйственных угодьях. Материальный ущерб превысил 330 тысяч рублей, площадь пожара составила 33 тысячи гектаров.	
27 мая 2021 года стали поступать первые сообщения о пожаре в лесу в Томпонском районе.
31 мая по оперативным данным Авиалесоохраны, на территории Вилюйского, Верхневилюйского, Нюрбинского, Намского, Олекминского, Эвено-Бытантайского, Среднеколымского и Томпонского районов действуют 19 природных пожаров. Площадь, пройденная огнем с начала наблюдения составляет 4 284 гектаров. За сутки ликвидирован один природный пожар на площади 0,5 гектар.	
31 мая в 2,5 километрах от села Тюбяй Сунтарского района обнаружен низовой лесной пожар на площади 10 гектаров, угрозы перехода на населённый пункт нет. На месте проводится тушение по кромке, задействованы 62 человека и четыре единицы техники. Администрации соседних сёл объявили ЧС и сообщили о сборе добровольцев для борьбы с лесным пожаром.	
1 июня на ликвидацию природного пожара в Якутии привлечена авиация МЧС России. В состав группы входят сотрудники СПСЧ г. Якутск, со специальным оборудованием, также в районе будет работать вертолёт МИ-8 МЧС России с водосливным устройством..	
2 июня по оперативным данным Авиалесоохраны, на территории Нюрбинского, Олёкминского, Сунтарского, Хангаласского, Мирнинский, Эвено-Бытантайского, Среднеколымского и Томпонского районов действуют 22 природных пожаров. Площадь, пройденная огнем с начала наблюдения составляет 4 331 га. За сутки ликвидировано 3 природных пожара на площади 18, 5 гектар. На тушение природных пожаров привлекалось 528 человек и 58 единиц техники, в том числе от МЧС России 13 человек задействованы в Сунтарском районе. За сутки было задействовано 8 патрульно-контрольных групп, в количестве 14 человек. По результатам работы патрульно-контрольных групп, проинструктировано о мерах пожарной безопасности 82 человека.	
На 4 июня в окрестностях сёл Кюкяй и Тумул в Сунтарском улусе бушуют лесные пожары. На борьбу со стихией мобилизуются местные жители. В селе Ынахсыт в Нюрбинском районе эвакуируют население из-за угрозы лесного пожара. Всего по республике 12 лесных пожаров действуют на общей площади более 1057 гектаров. Общее число привлечённых к противопожарным работам сотрудников лесопожарных формирований, МЧС России, Якутлесресурса и местного населения составляет более 889 человек, а также свыше 90 единиц различной техники. По фактам лесных пожаров возбуждено 4 уголовных дела. По фактам нарушений правил пожарной безопасности в лесах сотрудниками территориальных подразделений ГУ МЧС России по Республике Саха (Якутия) в отношении виновных лиц составлено свыше 120 протоколов об административных правонарушениях.
На 5 июня в Сунтарском районе действуют четыре лесных пожара общей площадью более 500 га, из них два пожара у Тюбяйского и Шеинского наслегов готовятся к локализации. Природный пожар между Кутанинским и Кюкяйским наслегами удержан и находится под контролем. В борьбе с огнём задействованы 216 чел, три бульдозера, 13 автомашин, пять водовозок, одна пожарная машина и два трапа. По республике в тушении лесных пожаров задействовано 1209 человек (Авиалесоохрана — 257 человек; ГАУ РС(Я) «Якутлесресурс» и работники лесничеств — 132 человека; МЧС — 30 человек; местного население — 790 человек) и 141 единиц техники. За прошедшие сутки ликвидировано 5 лесных пожаров, обнаружено 6 лесных пожаров на площади 35,1 га, по которым ведутся работы по тушению. Были направлены запросы на привлечение авиации МЧС России, в частности самолёта БЕ-200.
6 июня товары и продукты первой необходимости отправят в населённые пункты республики, которые остались без электроэнергии и связи из-за лесных пожаров.
На 7 июня ситуация в Якутии находится под контролем. Для недопущения потенциальной угрозы от природных пожаров на территории Нюрбинского района задействована аэромобильная группировка и вертолёт МИ-8 МЧС России с водосливным устройством. На всей территории Якутии действует особый противопожарный режим. Выезд граждан в леса запрещён, ежедневно работают патрульно-контрольные группы. Для борьбы со вспышкой пожаров в Якутии в 3,5 раза увеличен межрегиональный отряд парашютистов-десантников Авиалесоохраны (с более 50 до более 170 человек). Для тушения лесных пожаров с применением взpывного метода 9 июня в Якутию прибудут ещё 54 парашютиста-десантника и 2 лётчика-наблюдателя Федеральной Авиалесоохраны. В связи с осложнением ситуации и неблагоприятным прогнозом её развития идёт активное наращивание сводного федерального и регионального отряда парашютистов-десантников. Для разведки обстановки, переброски парашютистов-десантников, доставки им продуктов питания, топлива для бензопил и генераторов Якутской Авиалесоохраной привлечено 14 самолётов и вертолётов (Ан-2, Cessna, Ми-8). Бе-200 МЧС России оказывает помощь наземной группировке сил в тушении пожара в Нюрбинском районе.	
8 июня общая площадь лесных пожаров, по которым в республике ведётся работа по ликвидации, увеличилась с 3328 гектаров до 6902 гектаров за сутки. В тушении лесных пожаров участвуют 1660 человек и 217 единиц техники. За прошедшие сутки ликвидировано два пожара на площади 57 гектаров, обнаружено два на площади 46 гектаров.
По состоянию на 9 июня в Хангаласском улусе действуют два лесных пожара. Пятые сутки лес горит возле села Тумул, огонь раскинут на площади 310 гектаров (200 гектаров — лесная, 110 гектаров — нелесная). Работа по тушению пожара продолжается, ведётся опашка трактором «ДТ-75» с плугом ПКЛ 70. К тушению пламени привлечено 105 человек, задействовано 78 единиц техники. Сегодня по окончании минерализованной полосы планируют начать отжиг — встречный пал. Угрозы населённому пункту нет. В ЕДДС Хангаласского улуса сообщили, что на территории Национального природного парка «Ленские столбы» обнаружена одна термоточка. Директор парка сообщил, что немедленно выехала мобильная бригада из девяти человек, состоящих в личном составе сотрудников.
Всего на 17 июня в регионе ведётся тушение 10 лесных пожаров общей площадью, пройденной огнём, 23585 гектаров.
На 19 июня на территории лесного фонда Республики Саха (Якутия) проводятся работы по тушению 16 лесных пожаров. За истекшие сутки ликвидировано 3 пожара. На тушении лесных пожаров задействовано 1052 человека и 100 единиц техники, в том числе вертолёты Ми-8 с ВСУ и самолёт Бе-200. Также на территории республики в борьбе с пожарами оказывают содействие 318 человек федерального резерва Рослесхоза, прибывших по поручению руководства страны.
На 20 июня режим чрезвычайной ситуации действует на территории Нюрбинского, Томпонского, Верхневилюйского и Сунтарского районов.	
Глава Якутии Айсен Николаев 22 июня в ходе заседания республиканской КЧС выразил недовольство работой по выявлению и тушению лесных пожаров, возникающих на территории республики. Он отметил, что в связи с установлением на территории Якутии очень жаркой сухой погоды до +35 градусов будет подписан указ об объявлении в лесном фонде республики режима ЧС регионального характера. По прогнозам, аномально жаркая погода будет держаться на всей территории региона до конца июня.	
Самолёт-зондировщик для искусственного вызывания осадков 23 июня будет базироваться в Иркутске и при наличии подходящей облачности сразу прилетит в республику.
По сведениям Минэкологии Якутии на 25 июня, на территории лесного фонда республики проводятся работы по тушению 64 лесных пожаров общей площадью 40599 гектаров. На тушении лесных пожаров задействовано 1836 человек и 107 единиц техники.
27 июня ликвидировано 37 лесных пожаров площадью 4448 гектаров. На тушении лесных пожаров задействовали 2211 человек и 279 единиц техники.	
29 июня ограничения пребывания граждан в лесах и въезда в них транспортных средств ввели в целях обеспечения пожарной безопасности в республике.	
30 июня, по заявке «Авиалесоохраны» на территории Якутии будет работать воздушное судно Ан-26 «Циклон» с подвесным оборудованием «Веер» для искусственного вызывания осадков.	
2 июля на тушение лесного пожара, который находится примерно в 40 километрах от села Качикатцы вдоль железной дороги, направлены дополнительные силы. Специалисты летно-производственной службы ФБУ «Авиалесоохрана» продолжают проводить работы по искусственному вызыванию осадков на территории Республики.
4 июля движение автотранспорта временно закрыли на участке км 293 — км 406 автомобильной дороги Р-504 «Колыма» по направлению «Якутск — Магадан». На месте дежурят представители дорожных служб и ГИБДД.
7 июля отряд GreenPeace России прибыл в Якутию помочь в тушении лесного пожара в национальном парке «Ленские столбы».	
11 июля по оперативным данным Авиалесоохраны, на территории Якутии действуют 305 природных пожаров, за сутки ликвидированы 38, на тушение привлекалось 2 735 человек и 347 единиц техники. Также на особом контроле находятся приближенные природные пожары у сёл Эльдикан, Балаганнах, Ударник Светлый и Сюльдюкар. В село Терют Оймяконского района направлены специалисты ведомства.
13 июля, по поручению Владимира Путина, Сергей Шойгу направил в Якутию военные Ил-76.
Сухие грозы стали причиной труднодоступных пожаров в национальном парке «Ленские столбы», знаменитом своими отвесными скалами. На помощь уникальной природной территории, входящей в список Всемирного наследия ЮНЕСКО, были переброшены 159 парашютистов-десантников Федеральной, Тывинской, Хабаровской, Забайкальской и Свердловской Авиалесоохраны. В условиях крайне сложного рельефа с резкими перепадами высот и сильного ветра сводным отрядом Авиалесоохраны только ручным способом, 14 июля, полностью остановлено распространение огня 3 пожаров на площади, пройденной огнём 4,9 тысяч гектаров. Для снижения интенсивности пожаров и их тушения Федеральная Авиалесоохрана искусственно вызывает в Якутии осадки с помощью специального самолёта-зондировщика Ан-26.	
15 июля ситуацию с лесными пожарами в республике рассмотрели на совещании под руководством вице-премьера — полпреда президента РФ в ДФО. На участке км 340—365 федеральной автодороги Р-504 «Колыма» ухудшена видимость вследствие увеличения уровня задымлённости от лесного пожара.
18 июля в Намском районе Якутии объявлена мобилизация населения на борьбу с лесными пожарами. С соответствующим обращением выступил глава улуса Юрий Слепцов. В связи с тяжёлой ситуацией в городе из-за задымления от лесных пожаров к жителям Якутска обратился глава города Якутска Евгений Григорьев. «В свою очередь, призываю вас оставаться дома, соблюдать меры безопасности, не открывайте окна и двери. Призываю руководителей городских предприятий рассмотреть возможность освобождения от работы людей пожилого возраста и с хроническими заболеваниями дыхательных путей до тех пор, пока мы вместе не стабилизируем ситуацию с лесными пожарами. Берегите себя!» — заключил мэр города Евгений Григорьев.
29 июля борьба с лесными пожарами в Якутии продолжается на земле и в воздухе. Чтобы остановить распространение огня в регионе провели искусственное вызывание осадков, а также взрывные работы. На месте координирует работу по тушению лесных пожаров замглавы Рослесхоза Александр Агафонов.
5 августа, по поручению Сергея Шойгу, в Якутию прибыли военные инженеры Минобороны Российской Федерации для борьбы с лесными пожарами. Личный состав инженерной роты из 109 человек направят в районы, где наиболее сложная обстановка с лесными пожарами.	
6 августа российский актёр Дмитрий Назаров призвал к спасению Якутии, прочитав стихи о пожарах в Якутии.
7 августа из-за сильного ветра верховой огонь перекинулся через минерализованную полосу на хозяйственные постройки в селе Бясь-Кюель, жители эвакуируются, сгорело 15 жилых построек. На место вылетел глава Якутии Айсен Николаев. Работают более 200 человек. Это сотрудники МЧС, Якутлесресурса, Авиалесоохраны, Государственной противопожарной службы Якутии и 15 единиц различной техники. Премьер Андрей Тарасенко собрал срочное совещание по вопросу оказания помощи населению села Бясь-Кюель, чьё имущество пострадало при пожаре. Незамедлительно были организованы пункты временного размещения людей, медицинской помощи. Также начинается работа по определению фактического ущерба и восстановлению жилья. Также Минсельхоз определит ущерб сельскохозяйственным предприятиям и личным хозяйствам по поголовью крупного рогатого скота. После необходимых расчётов будет подготовлен порядок выплат компенсаций.	
Глава Якутии Айсен Николаев 8 августа ввел режим чрезвычайной ситуации регионального масштаба из-за перехода лесных пожаров на территории населённых пунктов и объектов экономики.
9 августа на железнодорожную станцию «Нижний Бестях» прибыла военная техника сводной инженерной роты Минобороны России. Всего на тушение лесных пожаров в Якутии направлены 17 единиц техники: 10 бронетранспортёров, три «Урала», 2 «Камаза», два путепрокладчика «БАТ-М». В Якутию дополнительно прибыл в полной экипировке для тушения и жизни в полевых удалённых условиях уральский отряд из 50 парашютистов-десантников Тюменской и Ханты-Мансийской Авиалесоохраны.	
Владимир Путин 10 августа поручил увеличить группировку для тушения пожаров в Якутии, правительству вместе с властями Якутии, Карелии и Челябинской области принять меры по оказанию помощи пострадавшим в результате лесных пожаров. Евгений Зиничев распорядился направить в Якутию два многоцелевых самолета-амфибии Бе-200ЧС, самолет Ил-76 министерства и 200 спасателей из Ногинского и Тульского спасательных центров МЧС России.
11 августа за сутки ликвидировано 20 природных пожаров на площади свыше 122 тысяч гектаров.
12 августа по поручению президента России в Якутск для оперативного управления прибыл Министр Российской Федерации по делам гражданской обороны, чрезвычайным ситуациям и ликвидации последствий стихийных бедствий Евгений Зиничев. За сутки ликвидировано 13 природных пожаров на площади свыше 17 тысяч гектаров. В тушении пожаров задействовано около 5 тысяч человек и 728 единиц техники. Проводится работа по расширению минерализованных полос. Авиация МЧС России применялась на территории Хангаласского, Намского, Нюрбинского и Мирнинского районов, выполнено 13 вылетов, произведено 30 сбросов воды, общим объёмом свыше 340 тонн. В республику прибыл второй эшелон Ногинского и Тульского центров МЧС России.
13 августа глава Якутии объявил нерабочим днём для 11 улусов и городских округов, в связи со сложившейся напряжённой лесопожарной обстановкой. Супруга главы Якутии Людмила Николаева стала сопредседателем Общественного добровольческого штаба региона по борьбе с лесными пожарами.
14 августа в Якутск прибыл полпред Президента РФ в ДФО Юрий Трутнев, сообщив корреспонденту ВГТРК «Вести-Приморье» — что сгорело в основном трава и мелкие кустарники. Глава городского округа «город Якутск» Евгений Григорьев отчитался перед Владимиром Путиным в формате конференции и заявил, что всех средств хватает, а ситуация возле города Якутск не представляет опасности. В конференции также принимал участие Евгений Зиничев, который сообщил, что задымленность в регионе не позволяет использовать авиацию. В бюджет Якутии поступило 150 миллионов рублей на борьбу с пожарами.
15 августа группировка техники увеличилась на 101 единицу, группировка огнеборцев на 45 человек. В населённых пунктах Ергелех, Орто-Сурт, Тастах, Кырыкый, Мельджехси, Ударник, Фрунзе, Едей и Бярийе задействованы специалисты МЧС России. Проводится работа по расширению минерализованных полос и тушение отдельных очагов. За сутки авиацией МЧС России выполнено 7 вылетов для передислокации личного состава на действующие пожары и проведения авиаразведки в Намском и Горном районах. В результате работы самолёта-зондировщика Ан-26 «Циклон» ФБУ «Авиалесоохрана» в Якутии в некоторых районах республики прошли осадки. По прогнозам местной метеорологической службы, сегодня в регионе ожидаются кратковременные дожди.	
16 августа МЧС РФ активировало Международную хартию по космосу и крупным катастрофам, чтобы получать информацию о лесных пожарах в Якутии с европейских спутников.
На 17 августа, по данным Авиалесоохраны, на территории Якутии действует 156 природных пожаров, за сутки ликвидировано 14 на общей площади свыше 37 тыс. гектар. На тушение задействовано свыше 4,2 тыс. человек и 759 ед. техники, привлечённых органами управления Якутской территориальной подсистемы РСЧС и в рамках межведомственного маневрирования сил и средств федерального резерва МЧС России и Авиалесоохраны. В населённых пункта Ергелех, Орто-Сурт, Кырыкый, Мельжехси, Ударник, Фрунзе и Едей задействованы специалисты МЧС России. Проводится работа по расширению минерализованных полос и тушение отдельных очагов. За сутки авиация МЧС России была задействована в Верхневилюйском районе у села Далыр, выполнено 15 сбросов и слито 45 тонн воды. Пожар на границе городского округа «Город Якутск», Намского и Горного районов локализован. Взлётно-посадочная полоса в аэропорту Якутска получила положительное заключение экспертизы и официально считается открытой. Сертификация ВПП проведена Росавиацией и Ростехнадзором в кратчайшие сроки по поручению президента России Владимира Путина. С этого дня аэропорт Якутска способен принимать практически все типы воздушных судов, в том числе Бе-200 и Ил-76, которые будут задействованы в борьбе с лесными пожарами. 
18 августа первый замглавы МЧС РФ Александр Чуприян сообщил о стабилизации ситуации с лесными пожарами на территории Якутии.

## Жертвы
11 августа поступила информация о первой жертве лесных пожаров в Якутии. Во время борьбы с огненной стихией в Чурапчинском улусе погиб доброволец.